# Fernando Monetti
Fernando Monetti (La Plata, 21 febbraio 1989) è un calciatore argentino, portiere del Ferro Carril Oeste.

## Carriera
Cresciuto nelle giovanili del Gimnasia (LP), fa il suo debutto da professionista il 21 novembre 2010 in occasione del pareggio per 0-0 contro il Vélez Sarsfield.
Dopo quattro stagioni da titolare nel club di La Plata, il 12 gennaio 2015 viene acquistato per 1,53 milioni dal Lanús, esordendo tre giorni dopo nel match vinto per 1-0 contro il Quilmes.

## Palmarès

### Club

#### Competizioni nazionali
- Copa Colombia: 1

Atlético Nacional: 2018